# Ragoût

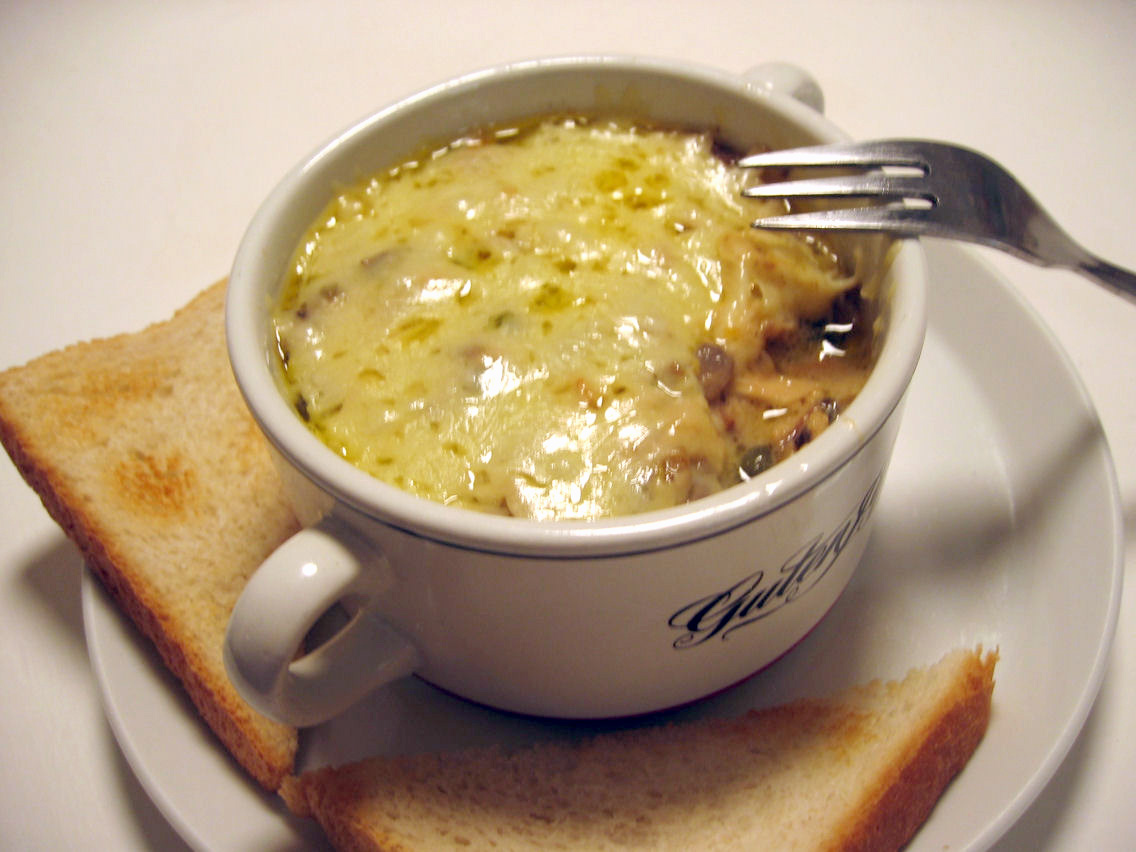
Ragoût fin z cielęciny, drobiu i ryby

Ragoût ([ʀa'gu], fr. ragoût) – w kuchni francuskiej rodzaj potrawy z mięsa (w tym z drobiu, dziczyzny i ryb) lub warzyw, pokrojonych na regularnej wielkości cząstki i uduszonych w wywarze rybnym, warzywnym lub mięsnym, niekiedy w zagęszczonym zasmażką sosie, zwykle przyprawionych ziołami lub korzeniami.
Wyróżnia się dwie podstawowe odmiany tej potrawy – ciemną (ragoût à brun) i jasną (ragoût blanc). Pierwszą przyrządza się z kawałków mięsa (wołowiny, baraniny, wieprzowiny) wstępnie zarumienionego z dodatkiem mąki poprzez smażenie w tłuszczu; po podlaniu (wywarem, winem, wodą) stopniowo duszone jest ono do miękkości z dodawaniem pokrajanych warzyw, zrumienionej cebuli i przypraw.
Jasne ragout przyrządzane jest przez gotowanie mięsa w białym sosie na bazie jasnego wywaru mięsnego lub warzywnego, z dodatkiem gotowanych mączystych ziemniaków, które po rozgnieceniu zagęszczają sos. Można go również zagęścić śmietaną i zasmażką, nadając mu konsystencję beszamelu.
Za specyficzne odmiany ragoût przyrządzane z duszonej baraniny z dodatkiem ziemniaków i cebuli, można uważać francuski navarin z jagnięcia i angielski stew (tzw. Irish stew).
W rozszerzonym znaczeniu określenie to może odnosić się do wszelkich potraw wykonanych z produktów rozdrobnionych w różnym stopniu i duszonych w sosie, podawanych jako samodzielne dania, dodatek lub rodzaj gęstego sosu, jak np.: francuskie fricasse czy pochodzące z Prowansji ratatouille, włoski sos boloński (ragù alla bolognese), węgierskie leczo (lecsó) i pörkölt oraz inne popularne w Europie Środkowej gulasze, a także stew czy polski bigos.